# Ferrocianeto de potássio

Ferrocianeto de potássio.

O Ferrocianeto de potássio é classificado como um sal neutro. Sua fórmula é K4[Fe(CN)6]. Apresenta propriedades tóxicas. Ferrocianeto de potássio pode ser cristalizado a partir de uma solução supersaturada, formando o chamado "Prussiato vermelho".
A solução supersaturada pode ser preparada utilizando-se 46 g de sal por 100 ml de água.